# 박언창
박언창(朴彦昌, ?~?)은 후삼국 시대(後三國 時代)때 신라(新羅)의 제54대 국왕(國王)인 경명왕(景明王)의 5남이며, 후사벌(後沙伐)의 초대(草代) 국왕(國王) 919년~929년이다.

## 생애
경명왕 때에 그의 5번째 왕자인 박언창이 사벌대군(沙伐大君)에 봉해져서 사벌주에 부임했다. 박언창의 임무는 사벌주를 초적 및 태봉과 후백제의 마수에서 방어하는 것으로 그는 지금의 사벌면에 본영을 설치하고 병풍산성(屛風山城), 이부곡산성(吏部谷山城), 자산산성(子山山城: 일명 자양산성) 등을 축조, 제반군비를 강화하여 쳐들어오는 적과 대항했다. 하지만 상황은 악화일로를 치닫아 신라 본국과의 연락이 두절되어 고립되어 버렸고 사벌주 안의 상황도 나쁘게만 돌아가 이전인 효공왕 8년인 904년에 사벌주의 30여 성(城)이 이미 후고구려에 침탈당했다. 사벌주 본군(本郡)의 바로 옆인 고령군(古寧郡)의 가야유민들이 고령가야를 세워 반기를 들었고 병풍산성에서는 아자개의 세력이 웅거하며 박언창을 괴롭히며 세력을 확장했다. 918년에 아자개는 고려에 귀부했다. 919년에 박언창은 연락이 두절된 본국에서 자립해 후사벌왕(後沙伐王)이라 칭하고 국호를 <후사벌>이라 정한 후 사벌면 일대에 왕성(王城)을 만드는 등 수도로 정비한 뒤 둔진산(屯陣山)을 군사 주둔지로 수비의 완벽을 기했다. 후사벌은 지속적으로 침략해 오는 후백제와 힘겹게 항쟁했다. 929년 경순왕 원년에 후백제군이 대거 침공하자 후사벌은 격렬히 항쟁했지만 결국 패망하고 말았고 이때에 박언창도 패사한 듯 하다. 박언창은 패사 후 전사벌왕릉(傳沙伐王陵)에 매장되었다.
후사벌의 멸망 후 박언창의 아들 박욱이 고려의 개국 공신이 되었고 그 후에 그 후손인 견(甄)을 중시조로 상주 박씨가 시작되었다.

## 가계
- 아버지 : 경명왕(景明王, ? ~924, 재위:917~924)
- 어머니 : 장사택(長沙宅) - 각각 대존(大尊)의 딸
  - 첫째형 : 밀성대군(密城大君) 박언침(朴彦忱) : 밀양 박씨의 시조
  - 둘째형 : 고양대군 박언성(朴彦成) : 고령 박씨의 시조
  - 셋째형 : 속함대군(速咸大君) 박언신(朴彦信) : 함양(咸陽) 박씨(朴氏)의 시조
  - 넷째형 : 죽성대군 박언립(朴彦立)
    - 조카 : 박기오 : 죽주竹州/죽산竹山 박씨 시조

  - 여섯째 동생 : 완산대군 박언화(朴彦華) 전주 박씨 무안 박씨의 시조
  - 일곱째 동생 : 강남대군 박언지(朴彦志) 순천 박씨
  - 여덞째 동생 : 월성대군 박언의(朴彦義)
  - 부인 : 미상
    - 아들 : 박욱(朴昱)

## 같이 보기
- 소고구려
- 보덕국
- 장안국
- 대위국
- 후사벌